# مریم‌گلی سرسفید
مریم‌گلی سرسفید (نام علمی: Salvia leucocephala) نام یک گونه از سرده مریم‌گلی است.